# Симфоническая сюита (Нильсен)
Симфоническая сюита (дат. Symfonisk Suite) Op. 8 — произведение для фортепиано Карла Нильсена, написанное в 1894 году. Посвящено Виктору Бендиксу.

## Состав
1. Intonation. Maestoso
2. Quasi allegretto
3. Andante
4. Finale. Allegro

Средняя продолжительность звучания 16-17 минут.

## Создание и исполнение
Наряду с Первой симфонией Симфоническая сюита стала для Нильсена первой заявкой на основательное профессиональное признание. Она была написана в сельском уединении в крестьянской усадьбе близ Горслева; как писал сам Нильсен, при работе над первой частью сюиты он вдохновлялся образом старого дуба, росшего в усадьбе.
Сюита была впервые исполнена 5 мая 1895 года Луи Глассом, завершавшим в это время свою исполнительскую карьеру. Произведение не было понято музыкальной критикой; с особенно резкой его оценкой выступил Ангул Хаммерих, назвавший музыку Нильсена «оскорбительной для людей»; Нильсен, отвечая, указал на тёплый приём произведения при премьере, однако в частной переписке сетовал на неспособность исполнителя передать его замысел.

## Дальнейшая судьба
Симфоническая сюита неоднократно записана — в частности, такими пианистами, как Герман Коппель, Элизабет Вестенхольц, Мартин Роскоу, Анне Эланд.